# Levi P. Morton

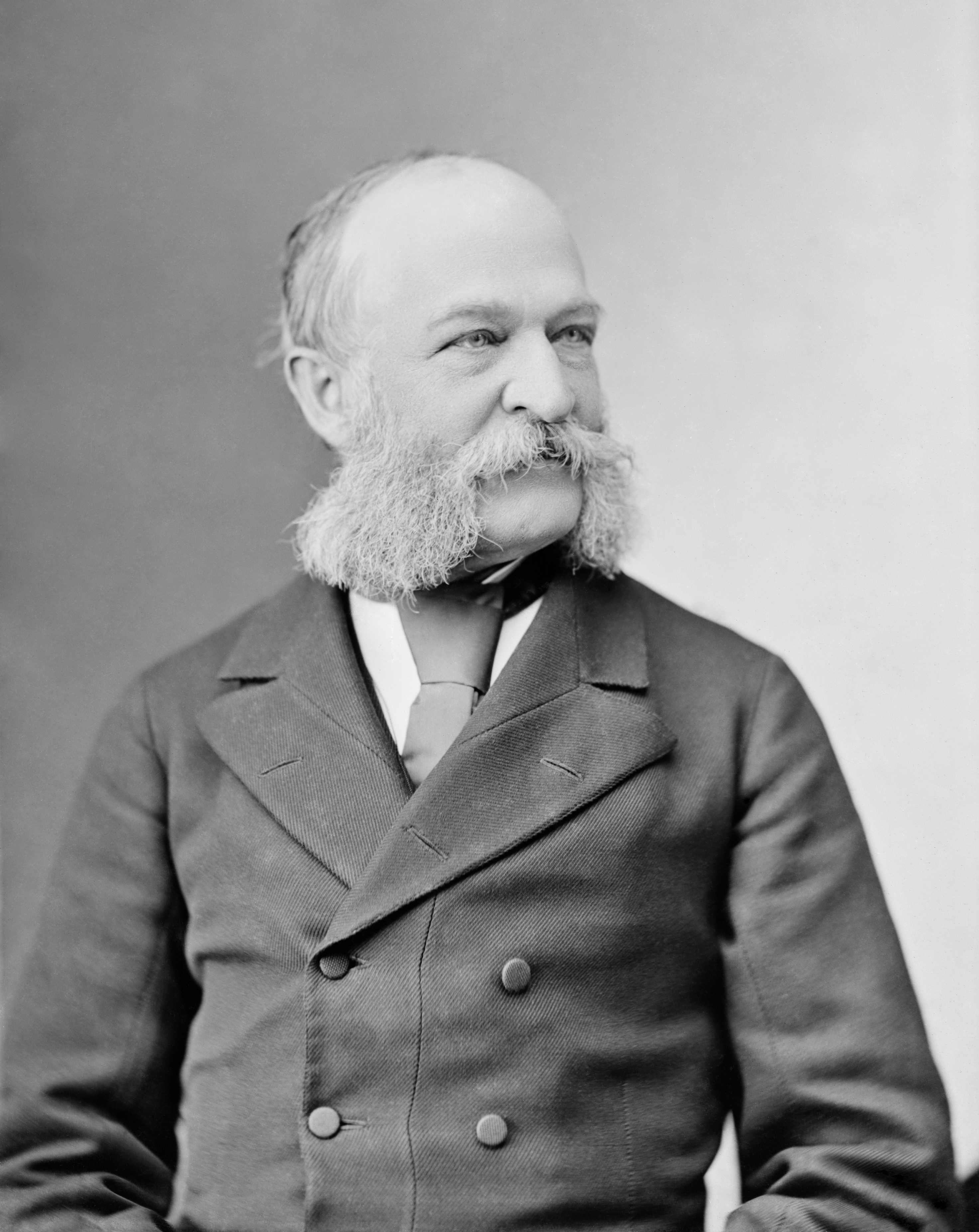
Levi P. Morton

Levi Parsons Morton (* 16. Mai 1824 in Shoreham, Vermont; † 16. Mai 1920 in Rhinebeck, New York) war ein US-amerikanischer Politiker der Republikanischen Partei und von 1889 bis 1893 der 22. Vizepräsident der Vereinigten Staaten unter Präsident Benjamin Harrison. Anschließend übte er von 1895 bis 1897 das Amt des Gouverneurs von New York aus.

## Leben
Levi Morton stammte aus einer Pastorenfamilie; sein Vater war ein calvinistisch-kongregalistischer Prediger, der mit seiner Familie häufig in den Neuenglandstaaten umzog. Morton selbst war nach seinem Onkel, Levi Morton, benannt, dem ersten US-amerikanischen Missionar in Palästina. Seine Familie war nicht wohlhabend genug, um ihm eine College-Ausbildung zu finanzieren; stattdessen musste er früh eine Tätigkeit in einem Kolonialwarenladen beginnen.
Während zweier Anstellungen in den 1840er Jahren in Concord und Hanover in New Hampshire erlernte er die Buchführung. Nachdem sein Arbeitgeber bankrottgegangen war, zog Morton nach Boston, wo er beim größten Importhändler der Stadt einstieg. Dort wurde er bald neben Junius Spencer Morgan, dem Vater von J. P. Morgan, Partner. In den 1850er Jahren baute Morgan in New York City ein eigenes erfolgreiches Handelshaus auf, das aber, da es auf den Handel zwischen den Süd- und den Neuenglandstaaten spezialisiert war, 1861 wegen des Bürgerkrieges aufgegeben werden musste. Stattdessen gründete er an der Wall Street eine Bank, die sich schon Mitte der 1870er Jahre zu einer der größten der USA entwickelt hatte. So wickelte das Bankhaus die Reparationszahlungen Großbritanniens für dessen Verletzungen der Neutralität zugunsten der Südstaaten während des Krieges ab.
Durch die Heirat mit seiner zweiten Frau Anna Livingstone Reade Street 1873 – seine erste Ehefrau starb 1871 – näherte er sich der New Yorker Politikerkaste an; wegen seiner großen finanziellen Fähigkeiten machten die Republikaner Morton 1876 zum Verantwortlichen für die Finanzen ihres nationalen Führungsgremiums. Von 1879 bis 1881 gehörte er kurzzeitig dem Repräsentantenhaus der Vereinigten Staaten an. 1880 bot der später siegreiche Präsidentschaftskandidat James A. Garfield Morton an, als Vizepräsident zu kandidieren. Morton war damit zuerst einverstanden, aber lehnte jedoch nach einem Gespräch mit seinem politischen Freund Roscoe Conkling ab. Conkling war ein parteiinterner Rivale Garfields und forderte von Morton, auf dieses Angebot nicht einzugehen. So wurde statt Morton im September 1881 nach der Ermordung Garfields Chester A. Arthur US-Präsident.
Im Frühjahr 1881, unmittelbar vor Garfields Amtseinführung, bot dieser Morton das Amt des Marineministers an, der jedoch auch dies ablehnte. Stattdessen entsandte Garfield Morton als Gesandten nach Frankreich, wo er auf Edward F. Noyes folgte. In dieser Funktion war er auf amerikanischer Seite Verantwortlicher für die Übergabe der Freiheitsstatue an die Vereinigten Staaten.

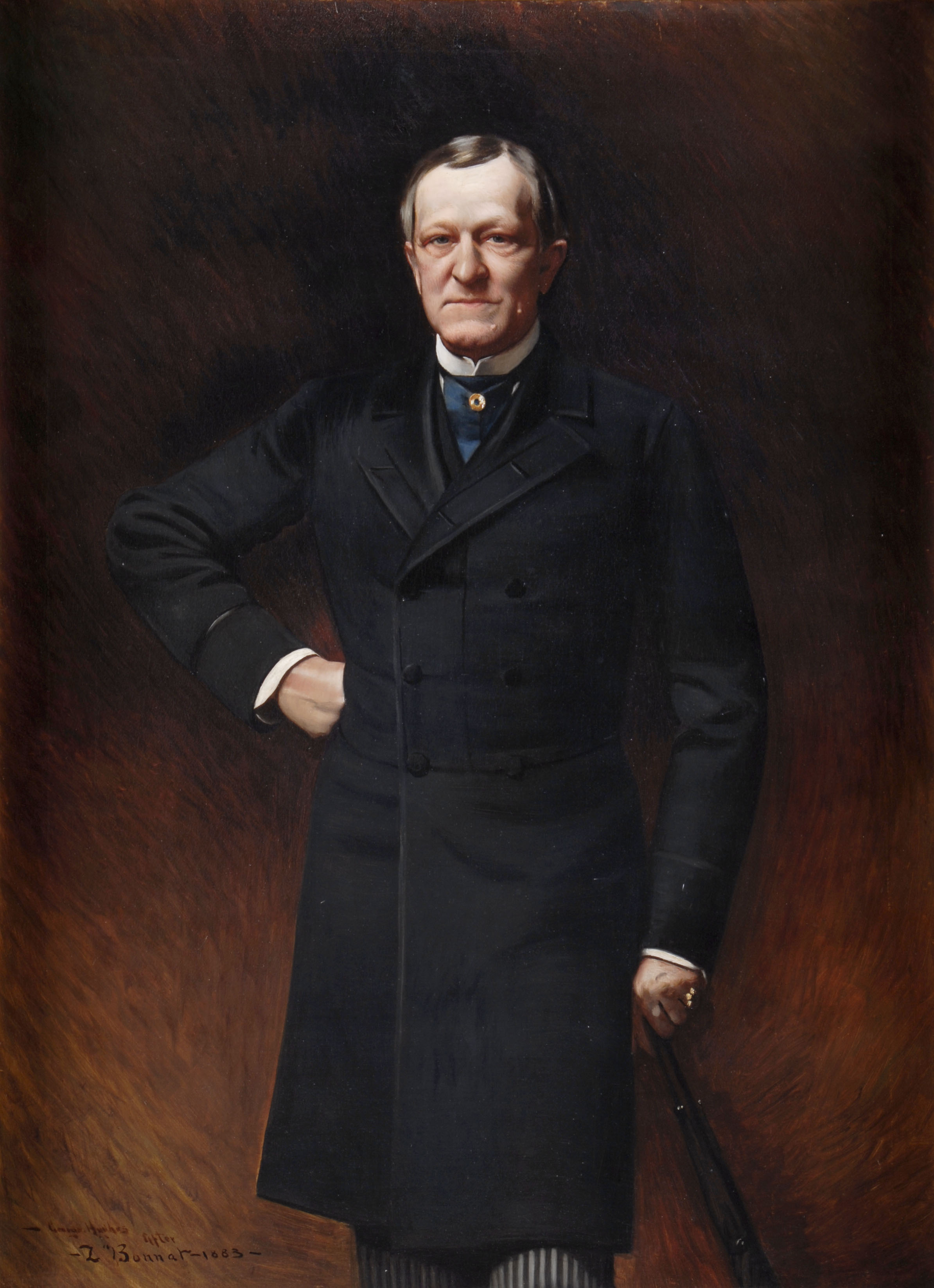
Offizielles Porträt als US-Vizepräsident

1888 wurde Morton an der Seite von Benjamin Harrison doch noch Vizepräsident, als die beiden Republikaner sich gegen den demokratischen Amtsinhaber Grover Cleveland und seinen Running Mate für die Vizepräsidentschaft, Allen G. Thurman, durchsetzten. Politische Differenzen zwischen beiden Politikern führten dazu, dass sich Harrison im Vorfeld der Wahl von 1892 dazu entschied, nicht mit Morton, sondern mit Whitelaw Reid als Vizepräsidentschaftskandidat anzutreten. Diese beiden verloren die Wahl dann gegen Grover Cleveland und Adlai Ewing Stevenson.
Im Jahr 1894 kandidierte Morton erfolgreich für das Amt des Gouverneurs des Staates New York. Er galt in dieser Zeit als einer der besten Gouverneure des Staates. Vor der Präsidentschaftswahl 1896 bewarb er sich um die republikanische Nominierung, doch bei der Republican National Convention in St. Louis erhielt er lediglich 58 Stimmen und belegte Platz vier. Kandidat wurde der später dann auch bei der Wahl siegreiche William McKinley.
Levi Morton verzichtete im selben Jahr auf eine weitere Amtsperiode als Gouverneur von New York und kehrte der Politik den Rücken. 1909 fusionierte seine Bank mit derjenigen von J. P. Morgan, die entstehende Bank führte jedoch nicht mehr Mortons, sondern nur noch Morgans Namen, was dieser später als großen Fehler bedauerte.
Am 16. Mai 1920 starb Morton vergessen an seinem 96. Geburtstag. Er ist damit der zweitälteste amerikanische Vizepräsident, nach John Nance Garner, der 1967 im Alter von 98 Jahren starb.

## Ehrungen
Die Stadt Morton Grove in Illinois ist nach Morton benannt.